# Brunnsviken
Der See Brunnsviken ist ein schwedischer Binnensee auf der Grenze der Gemeinden Stockholm und Solna. Er ist etwa 3,5 km lang und rund 0,4 bis 0,5 km breit.

## Geschichte

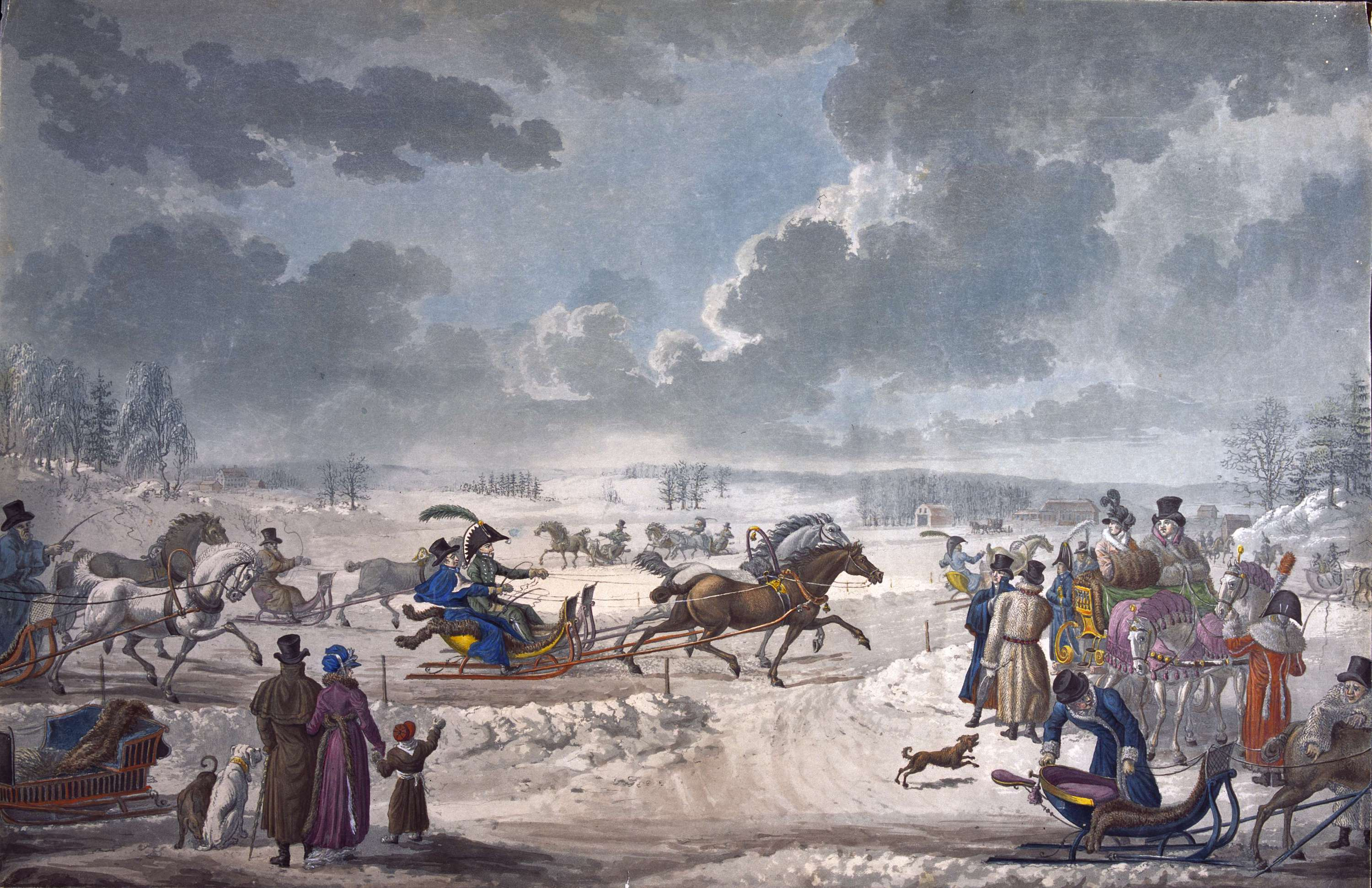
Brunnsviken, von Martin Rudolf Heland (1765–1814).

Der Name Brunswiken ist schon seit 1499 belegt. Woher das Wort brunn (Brunnen) stammt, ist unbekannt, das Wort viken (Bucht) kommt wahrscheinlich aus der Zeit, als der See wirklich noch eine Bucht der Ostsee war. Während der Wikingerzeit hatte der Brunnsviken, genau wie der Mälarsee, eine fahrbare Verbindung mit der Ostsee. Die fortschreitende Landhebung hat den Kontakt jedoch unterbrochen. Auf einer Karte von 1702 findet sich für den Brunswiken die Bezeichnung frisk sjö, also Trinkwasser-See.

## Kultur und Bauwerke
Um den See Brunnsviken gibt es eine Reihe interessanter kultureller Sehenswürdigkeiten. In der Mitte des 18. Jahrhunderts hatte Gustav III. große Pläne mit dem See und seiner Umgebung. Nach seiner Italienreise 1783–84 wollte er dort ein Gegenstück zur Campagna Romana schaffen, daher die italienisch klingenden Ortsbezeichnungen um den See herum: Albano, Frescati, Tivoli. Von alledem wurde nur der Hagapark am Westufer des Sees verwirklicht, der Park im englischen Stil des Architekten Fredrik Magnus Piper mit seinen vielen kulturhistorischen Bauten.
Weitere Einrichtungen sind der Bergianska trädgården (der Stockholmer botanische Garten) am Ostufer und mehrere Institutionen der Universität Stockholm, der Bellevuepark im Süden und der königliche Friedhof Haga, gegenüber dem Bellevuepark. Nicht weit davon befindet sich auch Stockholms ältestes Landgasthaus, der Stallmästaregården mit ununterbrochenem Betrieb seit 1645. Um den Brunnsviken liegen etliche Bootklubs, der älteste ist die Segel Sällskapet Brunnsviken von 1889. In moderner Zeit ist das schwedische Hauptbüro der Fluggesellschaft SAS in Frösundavik entstanden. Seit 1994 ist der See Brunnsviken ein Teil des Nationalstadtparks.

## Wasserprobleme
Mit den Jahren wurde der Brunnsviken mehr und mehr verunreinigt und glich mehr einer Kloake, als einem See mit Trinkwasser. Um dieses Problem zu beseitigen, sprengte man 1863 einen kurzen Kanal nach Osten zur Ostsee hin und um die neue Verbindung schleusenfrei zu machen, musste der Pegel des Sees um ca. 1,25 Metern gesenkt werden. Das hatte jedoch zur Folge, dass ein Teil der künstlich angelegten Kanäle im Hagapark versandeten. Durch den Kanal hat der Brunnsviken einen gewissen Austausch mit Frischwasser von der Ostseebucht Stora Värtan und damit ist der See, streng genommen, kein Binnensee mehr. Heute hat das Wasser wieder eine gute Qualität und um den See gibt es mehrere Badeplätze.

## Bilder

Brunnsviken im …
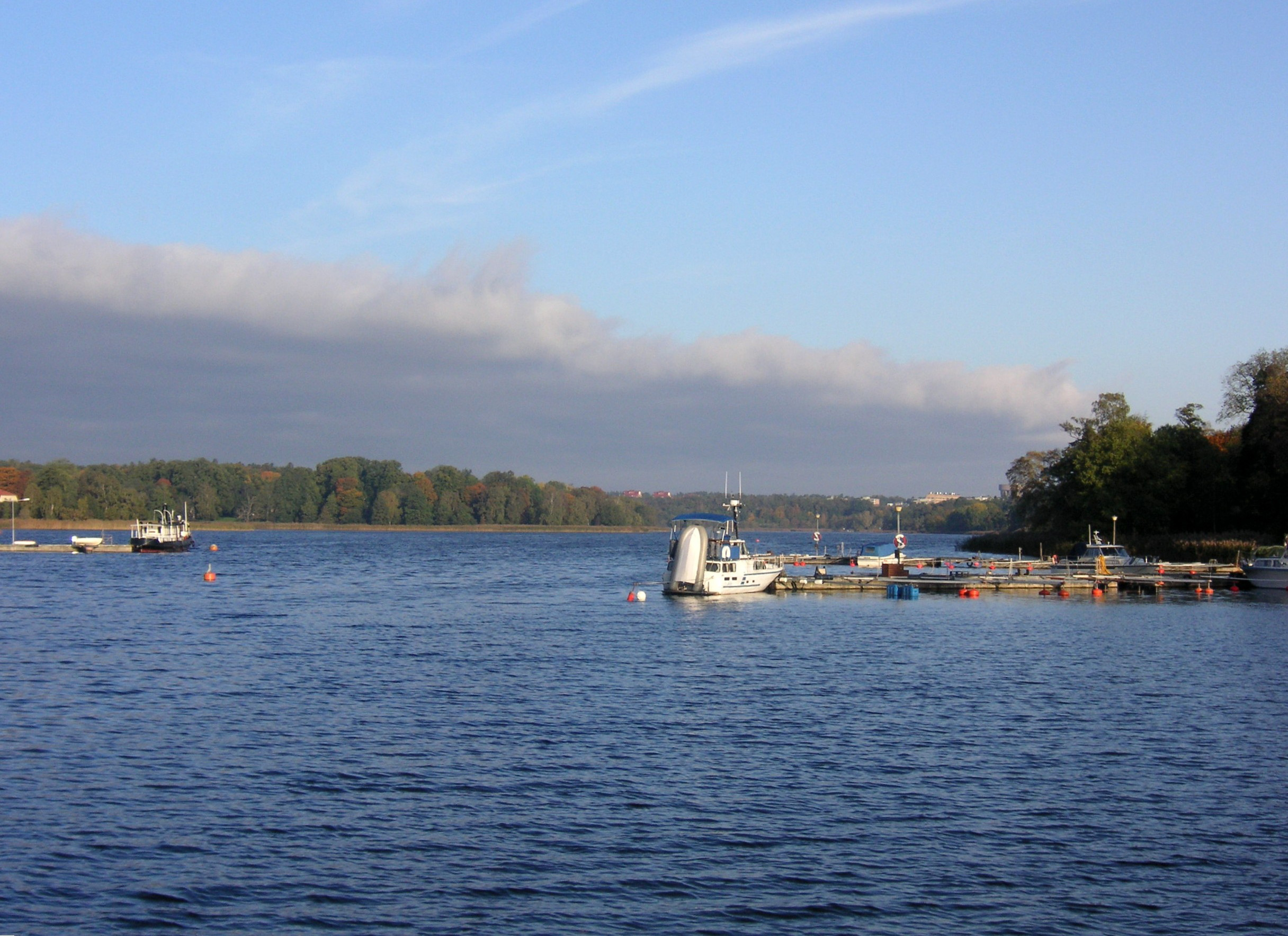
… Sommer 2006 von Süden im Bellevueparken
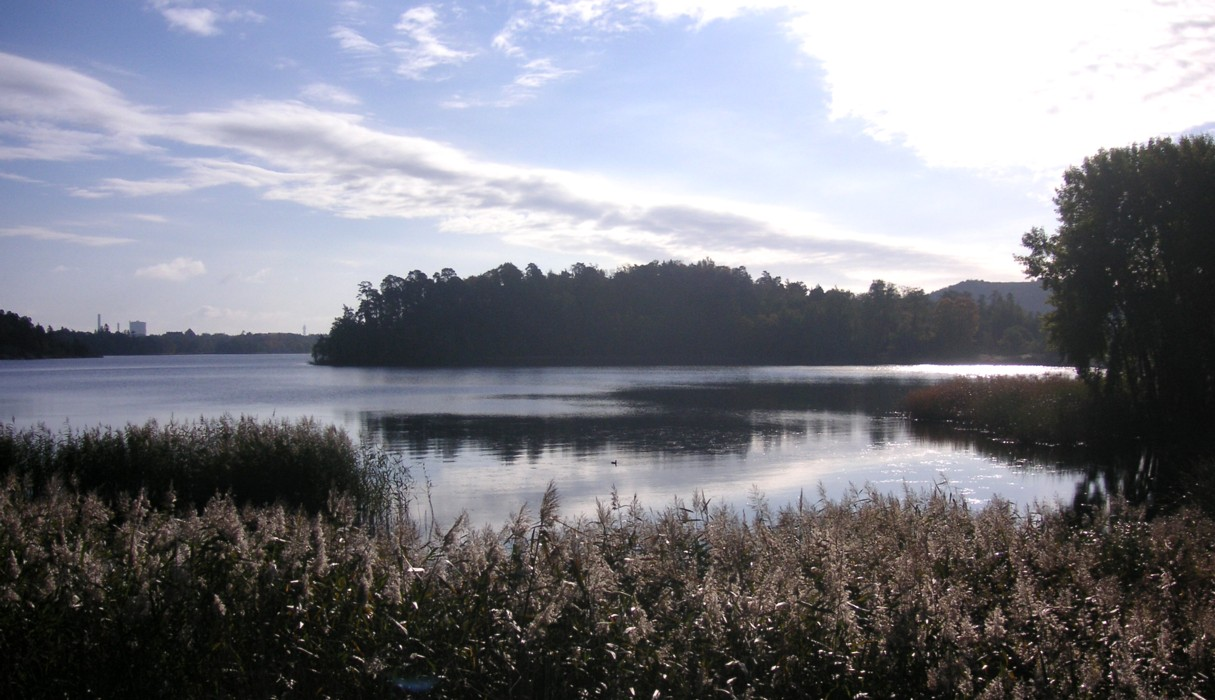
… Herbst 2006 von Norden gesehen
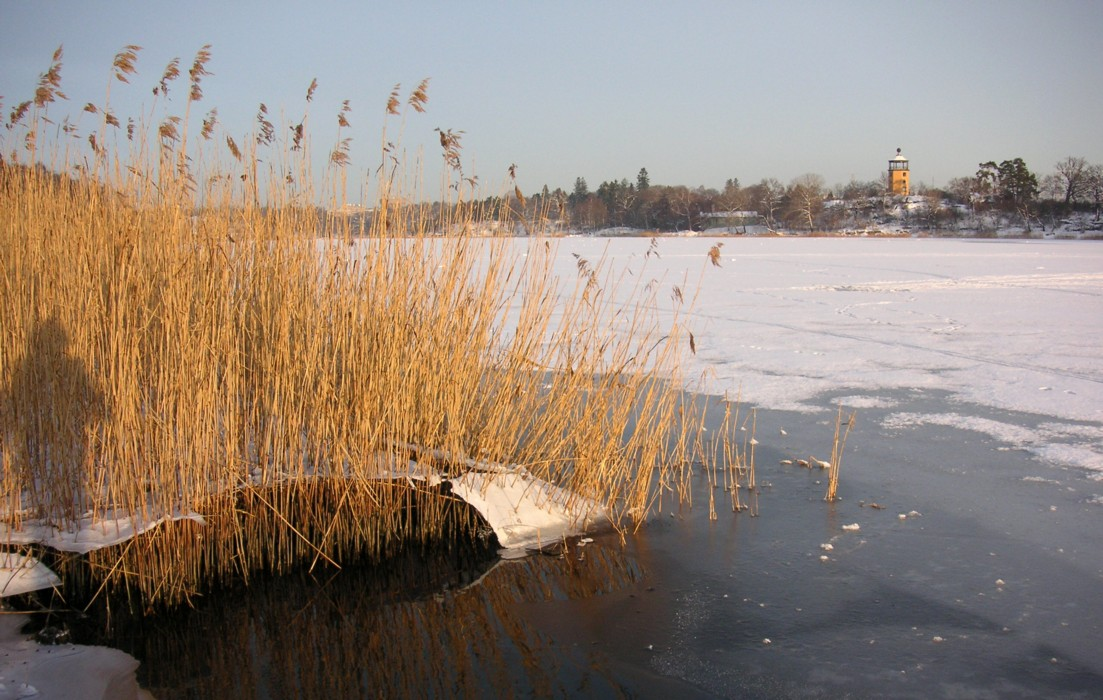
… im Winter 2006 vom Hagaparken aus
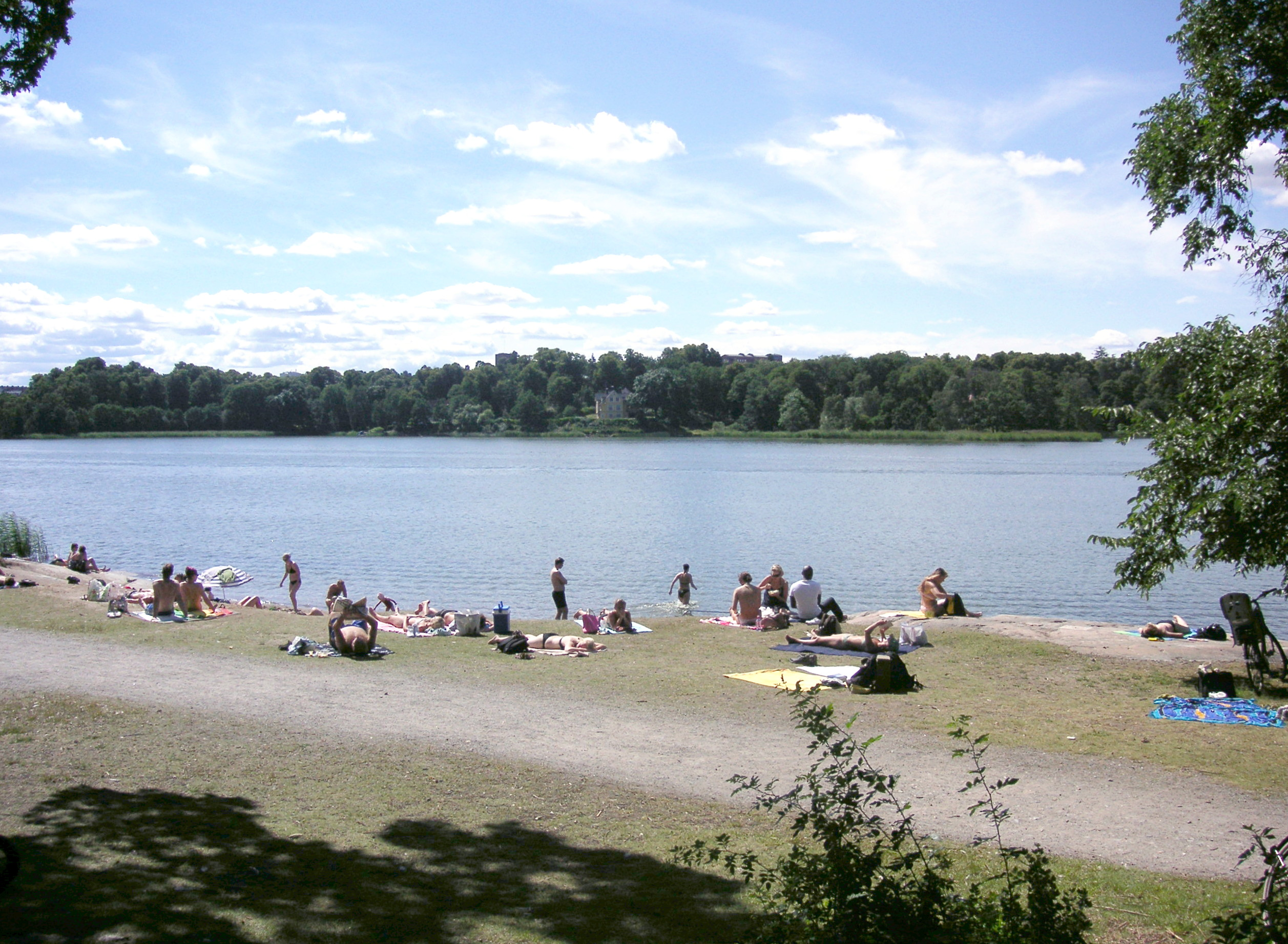
… im Sommer 2007, Badeplatz auf der Ostseite